# Округ Дули (Џорџија)
Дули (енгл. Dooly County) је округ у америчкој савезној држави Џорџија.

## Демографија
По попису из 2010. године број становника је 14.918, што је 3.393 (29,4%) становника више него 2000. године.
| Група             | 2000.         | 2010.         |
| Белци             | 5.161 (44,8%) | 6.461 (43,3%) |
| Афроамериканци    | 5.709 (49,5%) | 7.442 (49,9%) |
| Азијати           | 49 (0,4%)     | 96 (0,6%)     |
| Хиспаноамериканци | 537 (4,7%)    | 862 (5,8%)    |
| Укупно            | 11.525        | 14.918        |